# Ulrike Ulrich
Ulrike Ulrich (* 1968 in Düsseldorf) ist eine schweizerisch-deutsche Schriftstellerin.

## Leben und Werk
Ulrike Ulrich studierte in Münster Germanistik, Kunstgeschichte und Kommunikationswissenschaft. Danach arbeitete sie in Bochum im Bereich Computerlinguistik. 1999 zog sie nach Wien und arbeitete bei der Schule für Dichtung. Ulrich schreibt Prosa, Lyrik, Drehbücher, Kolumnen, Hörspiel und ist als Herausgeberin von Anthologien tätig. Seit 2002 lebt Ulrike Ulrich in der Schweiz.
Ulrich ist Mitglied des Schriftstellerverbandes Autorinnen und Autoren der Schweiz, des Deutschschweizer PEN-Zentrums, der österreichischen IG Autorinnen Autoren, im Poetenladen und bei der Zürcher Literaturgruppe index (Wort und Wirkung).
2020 erschien Ulrichs kaleidoskopischer Zürich-Roman Während wir feiern, der das Selbstbild und das Fremdbild der Schweiz skizziert.

## Auszeichnungen (Auswahl)
- 2018 Werkbeitrag der Schweizer Kulturstiftung Pro Helvetia
- 2016 Werkjahr der Stadt Zürich[2]
- 2015 Anerkennungsgabe der Stadt Zürich für den Erzählband Draussen um diese Zeit[3]
- 2014 London-Stipendium der Landis & Gyr-Stiftung für 2016[4]
- 2013 Anerkennungsgabe der Stadt Zürich für den Roman Hinter den Augen[5]
- 2012 Werkbeitrag des Kanton Zürich
- 2012 Werkbeitrag der Schweizer Kulturstiftung Pro Helvetia[6]
- 2011 Lilly-Ronchetti-Preis für Hinter den Augen
- 2010 Anerkennungsgabe der Stadt Zürich für den Roman fern bleiben
- 2010 Walter-Serner-Preis
- 2010 Lydia-Eymann-Stipendium[7]

## Werke
- Während wir feiern, Roman, Berlin Verlag, Berlin 2020 ISBN 978-3-8270-1408-5
- Draußen um diese Zeit, Erzählungen, Luftschacht Verlag, Wien 2015 ISBN 978-3-902844-61-3
- Hinter den Augen, Roman, Luftschacht Verlag, Wien 2013 ISBN 978-3-902844-16-3
- fern bleiben, Roman, Luftschacht Verlag, Wien 2010 ISBN 978-3-902373-51-9
- Moderne Kunst und Neue Literatur mit Texten von Ulrike Ulrich und Bildern von Judith Trepp, Edition Art Forum Ute Barth. Zürich 2004

## Anthologien und Zeitschriften (Auswahl)
- Métro Ligne 5, in: Surprise Literaturausgabe 2019
- Auszug aus Während wir feiern, in: Ostragehege 2018
- Schildkrötentage, in: Surprise Literaturausgabe 2016
- Nicht das Heidi, in: Viceversa Literatur 10, 2016
- inspiriert werden, in: Orte, 2015
- 200 Jahre mindestens, in HAB DEN DER DIE DAS, Der Königin der Poesie, Friederike Mayröcker zum 90. Geburtstag, Edition Art Science, Wien 2014
- Heimat. Niemals allein, in: SIC – Zeitschrift für Literatur, Sonderheft: Heimat, 2013
- Gegenüber, in: Signum, Zeitschrift für Literatur und Kritik, Sommer 2012
- Risikogruppe, in: entwürfe 59, 2009
- Wegen der Hingabe, auf der CD: Beast of Tittanic, Bern 2009
- Tumbleweed und weitere Prosaminiaturen in: poet – Magazin des Poetenladens 4, 2007
- Aus freien Stücken, in: miromente 10, 2007
- tiefer gehen in: Kolik 20, 2002
- Froschperspektive in: Die Sprache des Widerstand ist alt wie die Welt und ihr Wunsch, Milena Verlag Wien, 2000
- Das Meer, Hörspiel, gesendet im Österreichischen Rundfunk Ö1, Wien 2002

## Herausgeberschaft
- Das habe ich mir grösser vorgestellt (Hg. mit Lea Gottheil und Blas Ulibarri), Salis Verlag, Zürich 2011
- 60 Jahre Menschenrechte – 30 literarische Texte (Hg. mit Svenja Herrmann), Salis Verlag, Zürich 2008
- Menschenrechte weiterschreiben. 30 literarische Texte zur Allgemeinen Erklärung der Menschenrechte, (Hg. mit Svenja Herrmann), Salis Verlag, Zürich 2018